# Malle
Malle és un municipi belga de la província d'Anvers a la regió de Flandes. Està compost per les seccions d'Oostmalle i Westmalle. Limita al nord-oest amb Brecht, al nord amb Rijkevorsel, al nord-est amb Beerse, a l'est amb Lille, al sud-oest amb Zoersel, al sud amb Zandhoven i al sud-est amb Vorselaar.
El riu Schijn, un afluent de l'Escalda neix a Westmalle.

## Evolució de la població
| Any       | 1977  | 1980   | 1985   | 1990   | 1995   | 2000   | 2005   | 2006   |
| --------- | ----- | ------ | ------ | ------ | ------ | ------ | ------ | ------ |
| Població  | 9.798 | 10.520 | 11.353 | 12.096 | 13.301 | 13.922 | 14.150 | 14.083 |
| Font: NIS |       |        |        |        |        |        |        |        |

## Agermanament
- Hartley Wintney
- Heusenstamm
- Saint-Savin-sur-Gartempe
- Zakrzówek